# 北海道道486号豊田当麻線
北海道道486号豊田当麻線（ほっかいどうどう486ごうとよたとうません）は、北海道旭川市と上川郡当麻町を結ぶ一般道道（北海道道）である。

## 概要
全線舗装され、通年通行可能であるが、道路幅が狭い（1.5車線相当）区間がある。

### 路線データ
- 起点：北海道旭川市東旭川町豊田（北海道道295号瑞穂旭川停車場線交点）
- 終点：北海道上川郡当麻町3条東4丁目（北海道道140号愛別当麻旭川線交点）
- 路線延長：11.3km（総延長）

## 歴史
- 1965年（昭和40年）3月26日 路線認定[1]。

## 路線状況

### 重複区間
- 当麻町中央5区 - 当麻町3条東4丁目（北海道道1134号当麻上川線）

## 地理

### 通過する自治体
- 上川総合振興局
  - 旭川市
  - 上川郡当麻町

### 交差する道路
旭川市
- 北海道道295号瑞穂旭川停車場線 - 豊田（起点）

当麻町
- 北海道道1134号当麻上川線 - 中央5区、3条東4丁目（重複）
- 北海道道140号愛別当麻旭川線 - 3条東4丁目（終点）

### 沿線にある施設など
旭川市
- 豊田郵便局 - 東旭川町豊田574-7